# Jerma
Jerma (srbsko Јерма – Jerma; bolgarsko Ерма – Erma) je 74 km dolga reka, ki teče po jugovzhodni Srbiji in po zahodni Bolgariji. Najbolj je znana, da dvakrat prečka državno mejo prav pri cestnih mejnih prehodih. 